# Hendidura intercelular
Una hendidura intercelular es un canal entre dos células a través del cual las moléculas pueden viajar y las uniones gap y las uniones estrechas pueden estar presentes. En particular, las hendiduras intercelulares se encuentran entre las células epiteliales y también en el endotelio de los vasos sanguíneos y de los vasos linfáticos; también ayudan a formar la barrera sangre-nervio que rodea los nervios. Las hendiduras intercelulares son importantes para permitir el transporte de fluidos y de pequeños solutos a través del endotelio.

## Dimensiones de la hendidura intercelular
Las dimensiones de las hendiduras intercelulares varían en todo el cuerpo, sin embargo, las longitudes de hendidura se han determinado para una serie de capilares. La longitud media de la hendidura de los capilares es de unos 20 m/cm². Las profundidades de las hendiduras intercelulares, medidas desde la abertura luminal a la abertura basal, varían entre los diferentes tipos de capilares, pero el promedio es de aproximadamente 0.7 μm. El ancho de las hendiduras intercelulares es de aproximadamente 20 nm en la mayor parte de su longitud.
 n las hendiduras intercelulares de los capilares, se ha calculado que el área fraccionaria de la pared capilar ocupada por la hendidura intercelular es de 20 m/cm² x 20 nm (longitud x anchura) = 0,004 (0,4%). Esta es el área fraccionaria de la pared capilar expuesta para la difusión libre de pequeños solutos y fluidos hidrófilos.

## Comunicación vía hendidura
La hendidura intercelular es imprescindible para la comunicación célula-célula. La hendidura contiene uniones gap, uniones estrechas, desmosomas y proteínas de la zonula adherens, todas las cuales ayudan a propagar y/o regular la comunicación celular a través de la transducción de señales, los receptores de superficie o un quimogradiente. Para que una molécula sea llevada a la célula por endocitosis, fagocitosis o endocitosis mediada por receptores, a menudo esa molécula debe ingresar primero a través de la hendidura. La hendidura intercelular en sí misma es un canal, pero lo que fluye a través del canal, como los iones, el fluido y las moléculas pequeñas, y qué proteínas o uniones dan orden al canal, es fundamental para la vida de las células que bordean la hendidura intercelular.

### Investigación utilizando comunicación por hendidura
La investigación a nivel celular puede suministrar proteínas, iones o moléculas pequeñas específicas en la hendidura intercelular como medio para inyectar una célula. Este método es especialmente útil en la propagación de células de agregados de proteínas citosólicas infecciosas. En un estudio, los agregados de proteínas de los priones de levadura se liberaron en una hendidura intercelular de mamíferos y fueron captados por la célula adyacente, en oposición a la transferencia directa de células. Este proceso sería similar a la secreción y transmisión de partículas infecciosas a través de la hendidura sináptica entre las células del sistema inmunológico, como se ve en los retrovirus. Comprender las rutas de la transferencia de agregados de proteínas intercelulares, particularmente las rutas que involucran hendiduras es imperativo para comprender la propagación progresiva de esta infección.

## Transporte en hendidura intercelular
Las uniones endoteliales apretadas se encuentran más comúnmente en la hendidura intercelular y permiten la regulación de la difusión a través de las membranas. Estos enlaces se encuentran más comúnmente en el aspecto más apical de la hendidura intercelular. Evitan que las macromoléculas naveguen por la hendidura intercelular y limitan la difusión lateral de las proteínas intrínsecas de la membrana y los lípidos entre los dominios de la superficie celular apical y basolateral. En las hendiduras intercelulares de los capilares, las uniones estrechas son las primeras barreras estructurales que un neutrófilo encuentra cuando penetra en la hendidura interendotelial, o la brecha que une el lumen del vaso sanguíneo con el espacio subendotelial. En el endotelio capilar, el plasma se comunica con el líquido intersticial a través de la hendidura intercelular. El plasma sanguíneo sin las proteínas plasmáticas, los glóbulos rojos y las plaquetas pasan a través de la hendidura intercelular hacia el capilar.

## Fisuras capilares intercelulares

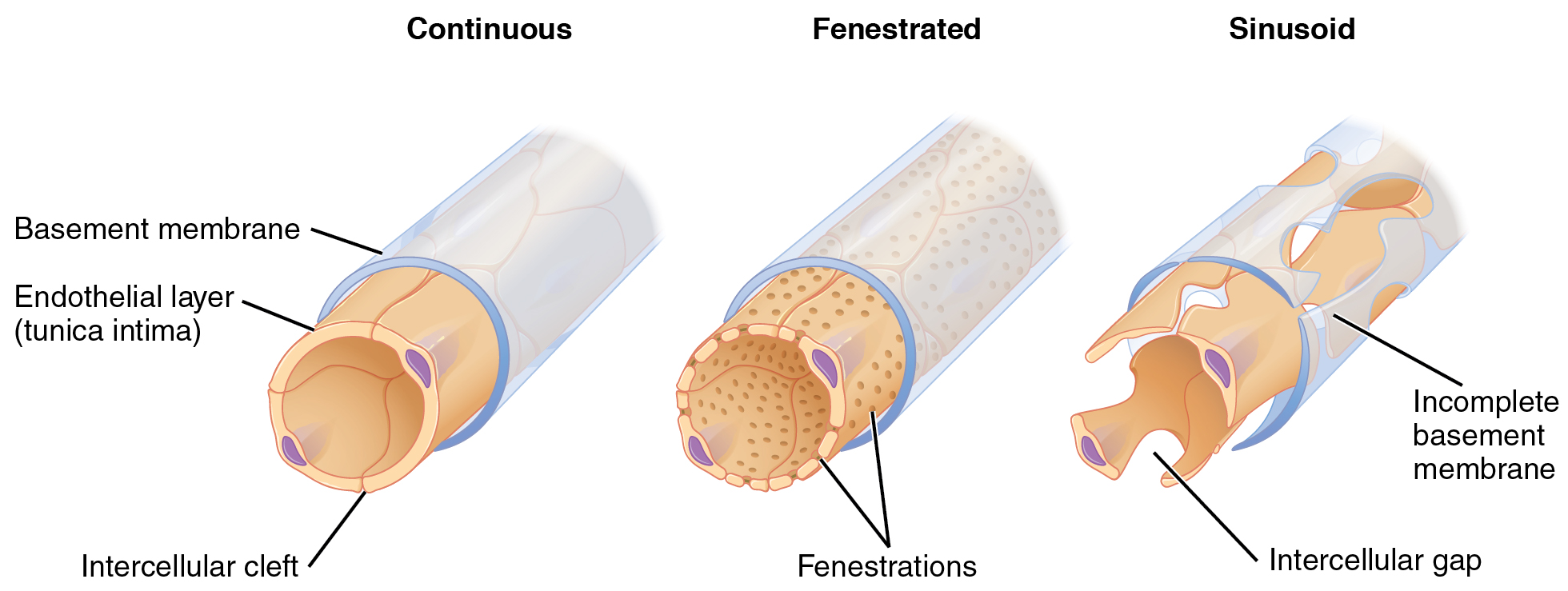
Representación de los tres tipos de capilares. El tipo fenestrado en el centro muestra fenestraciones; El tipo sinusoidal a la derecha muestra espacios intercelulares y una membrana basal incompleta.

En particular, las fisuras intercelulares se describen en los vasos sanguíneos capilares. Los tres tipos de capilares son continuos, fenestrados y discontinuos, siendo continuo el menos poroso de los tres y los capilares discontinuos que tienen una permeabilidad extremadamente alta. Los capilares sanguíneos continuos tienen las hendiduras intercelulares más pequeñas, con los capilares sanguíneos discontinuos que tienen las hendiduras intercelulares más grandes, comúnmente acompañados de huecos en la membrana basal. A menudo, el líquido sale de los capilares a través de las hendiduras intercelulares. El líquido es expulsado a través de la hendidura intercelular en el extremo arterial del capilar porque ahí es donde la presión es la más alta. Sin embargo, la mayor parte de este líquido regresa al capilar en el extremo venoso, creando una dinámica del fluido capilar. Dos fuerzas opuestas logran este equilibrio: la presión hidrostática y la presión osmótica coloidal, utilizando las hendiduras intercelulares como entradas y salidas de líquidos. Además, el tamaño de las fisuras y poros intercelulares en el capilar influirá en este intercambio de fluidos. Cuanto mayor sea la hendidura intercelular, menor será la presión y más fluido saldrá de la hendidura. Este agrandamiento de la hendidura es causado por la contracción de las células endoteliales capilares, a menudo por sustancias como la histamina y la bradiquinina. Sin embargo, las hendiduras intercelulares más pequeñas no ayudan a este intercambio de fluidos. Junto con el fluido, también se transportan electrolitos a través de este transporte en los vasos sanguíneos capilares. Este mecanismo de intercambio de líquidos, electrolitos y también pequeños solutos es especialmente importante en los capilares glomerulares renales. 

## Hendidura intercelular y BHB
Las fisuras intercelulares también desempeñan un papel en la formación de la barrera hemato-cardiaca (BHB). La hendidura intercelular entre endoteliocitos endocárdicos es de 3 a 5 veces más profunda que las hendiduras entre endoteliocitos capilares miocárdicos. Además, estas hendiduras a menudo son más retorcidas y tienen una o dos uniones estrechas y zonas adherentes que interactúan con una banda de filamentos de actina circunferencial y varias proteínas de conexión. Estas uniones estrechas se localizan en el lado luminal de las fisuras intercelulares, donde el glicocalix, que es importante en el reconocimiento célula-célula y en la señalización celular, está más desarrollado. La organización del endotelio endocárdico y la hendidura intercelular ayudan a establecer la barrera sangre-corazón al garantizar un gradiente físico-químico transendotelial activo de varios iones.